# علي أونال
علي أونال (بالتركية: Ali Ünal)‏ هو مؤلف تركي، ولد في 19 يناير 1955 في أوشاك في تركيا.